# Торулен
Торулен (3',4'-дидегидро-β,γ-каротин) — каротиноид, синтез которого обнаружен у красной гороховой тли (Acyrthosiphon pisum). Растения, грибы и микроорганизмы также могут синтезировать каротиноиды, но гороховую тлю считают единственным известным видом в царстве животных, который может синтезировать торулен. 
Торулен придает тле красную окраску, которая скрывает от поедания хищниками. 
Способность тлей синтезировать торулен обусловлена горизонтальным переносом генов, который позволяет числу генов синтезировать каротин, как, например, у грибов. 